# Laeva (plaats)
Laeva (Duits: Laiwa) is een plaats in de Estlandse gemeente Tartu vald, provincie Tartumaa. De plaats heeft de status van dorp (Estisch: küla) en telt 367 inwoners (2021).
Tot in oktober 2017 was Laeva de hoofdplaats van de gelijknamige gemeente, die in die maand bij de gemeente Tartu vald werd gevoegd.
Langs Laeva loopt de Põhimaantee 2, een van de hoofdwegen in het Estische wegennet. Aan de overzijde van de weg ligt het natuurreservaat Alam-Pedja, dat met zijn 342 km² het grootste van Estland is. Het gebied is vernoemd naar de rivier Pedja, die erdoorheen stroomt.
Door Laeva stroomt een smalle rivier, die ook Laeva heet.

## Geschiedenis
Laeva werd onder de naam Laynas voor het eerst genoemd in 1295. Het behoorde tot het landgoed Laeva. De naam is waarschijnlijk afgeleid van laev, ‘schip’. Het landhuis van het landgoed is gebouwd in de tweede helft van de 19e eeuw. In het gebouw, dat nu op het grondgebied van het buurdorp Valmaotsa ligt, is de plaatselijke afdeling van het Estische instituut voor bosbeheer (Riigimetsa Majandamise Keskus) gevestigd.
Tussen 1939 en 1970 had Laeva de status van groter dorp of ‘vlek’ (Estisch: alevik). De grenzen van de plaats veranderden regelmatig. In 1977 werd Valmaotsa afgesplitst van Laeva.